# Jemma McKenzie-Brown
Jemma McKenzie-Brown (2 de junho de 1994) é uma atriz britânica.
É mais conhecida pela sua participação no seriado de drama The Amazing Mrs Pritchard e como um novo membro no elenco da terceira filmagem da franquia High School Musical. Ela estrelou em High School Musical 3: Ano da Formatura no papel de Tiara Gold. Jemma também já atuou como modelo.

## Vida e carreira
Nascida em Beverley, East Riding of Yorkshire, Ela frequentou a Pamela Grey Dancing Academy em Hull.Tendo feito o teste e subsequentemente ganhado um lugar na Escola de Teatro Sylvia Young, McKenzie-Brown mudou-se para Hull Hymers College para se hospedar com sua família em Londres, aos 11 anos. A partir de 2010, McKenzie-Brown se formou na Sylvia Young Theatre School. O pai dela trabalha na BAE.
Através da agência teatral da escola, McKenzie-Brown começou a aparecer em vários shows. Em 2006, ela fez sua estréia interpretando Georgina Pritchard na curta série de televisão The Amazing Mrs. Pritchard, retratando a filha do personagem de Jane Horrocks. Em 2008, ela fez uma participação especial na série de televisão infantil, M.I. High como Irene no episódio "Spy Plane". Ela emprestou sua voz, incluindo uma produção da versão de Arthur Ransome dos Contos Russos do Velho Peter, e da Mãe Monstruosa.
Em 2008, ela participou de um teste fechado em Londres e Los Angeles para o papel de Tiara Gold no High School Musical 3: Senior Year. Depois de ganhar o papel e filmar em Salt Lake City, Utah, ela gerou muita fama mundial. Em 14 de setembro de 2009, McKenzie-Brown afirmou que ela não voltaria na quarta parte do High School Musical.

## Filmografia
| Ano  | Título                             | Nota               | Notes                         |
| ---- | ---------------------------------- | ------------------ | ----------------------------- |
| 2006 | The Amazing Mrs Pritchard          | Georgina Pritchard | Papel principal (6 episódios) |
| 2008 | M.I. High                          | Irene Ryfield      | Episódio: "Spy Plane"         |
| 2008 | High School Musical 3: Senior Year | Tiara Gold         |                               |
| 2016 | "All Killer"                       | Bea                |                               |

## Discografia

### Trilhas sonoras
- 2008: High School Musical 3: Senior Year